# Декларация за правата на човека и гражданина
Декларацията за правата на човека и гражданина (на френски: Déclaration des droits de l'homme et du citoyen de 1789) е най-важният документ на Френската революция, определящ индивидуалните права на човека, създаден от Жилбер дьо Лафайет и Оноре Мирабо. Декларацията е приета от Националното учредително събрание (на френски: l’Assemblée nationale) на 26 август 1789 г. В основата на тази Декларация лежи концепцията за равноправието и свободата, принадлежащи на всеки индивид по рождение. За естествено право на човека и гражданина се обявяват: свободата на личността, свободата на словото, свободата на убежденията, правото на съпротива срещу всяко потисничество.
Декларацията лежи във фундамента на френското конституционно право. Тя е потвърдена и пренаписана в преамбюла на конституцията от 4 октомври 1958 г. На 16 юли 1971 г. Конституционният съвет на Франция признава Декларацията за пълноправен юридически документ, чието нарушение се приравнява на нарушение на конституцията.
През 2003 г. ЮНЕСКО включват тази Декларация в регистъра „Световна памет“.

## История
Към края на XVII век във Франция се сформират условия за буржоазна революция. Абсолютната монархия вече е изиграла своята прогресивна роля за националното обединение на всички френски земи, но все повече започва да се превръща в реакционна сила, забавяща развитието на френското общество и спъваща икономическия му растеж. Абсолютната монархия се превръща единствено в страж на аристократически привилегии и имоти, но е неспособна да изпълнява функциите на ефективно държавно управление.
През лятото на 1789 г. се оформя истинска революционна ситуация. Селяните, разорени от феодалните налози и повинности и особено от няколкото последователни неплодородни години, се насочвали към градовете с намерението да намерят там препитание, но на практика попълвали редовете на градската беднота.
Всеобщото недоволство от политиката на правителството заставя краля да свика Генералните щати на 5 май 1789 г., които не са се събирали от 1614 г. Всъщност самият крал, осъзнавайки ясно огромната задлъжнялост на държавната хазна и все по-трудно работещата икономика, се опитва на няколко пъти да проведе икономически реформи и да накара дворянството и духовенството също да плаща данъци, но всеки път среща яростния отпор на привилегированите съсловия. Сменя няколко финансови министри, докато най-после се решава да свика Генералните щати с надеждата, че техните решения ще се окажат онази непреодолима законна сила, която да принуди аристокрацията също да плаща данъци. В Генералните щати обаче разпределението е такова, че броят на представителите на третото съсловие е равно на броя на депутатите на дворянството и духовенството взети заедно, което автоматично води до задънена улица. Ръководната роля сред депутатите от третото съсловие заема буржоазията, която изисква съвместно обсъждане на решенията и гласуване заедно с останалите съсловия. Подобно положение би осигурило победата на буржоазията, защото сред дворянството и духовенството имало и доста хора, които споделяли по-съвременни възгледи и сами виждали накъде отиват нещата. Но представителите на привилегированите касти отказват да приемат това предложение. В отговор буржоазията скъсва с досегашните институционални порядки и на 17 юни обявява, че депутатите от третото съсловие представляват Национално събрание.
Решителен момент в развитието на тези събития било въстанието на бедните маси в Париж на 14 юли 1789 г., което превзема Бастилията и слага началото на революция. То още повече укрепва позициите на Националното събрание, което започва да се нарича Учредително и фактически предава властта в ръцете на едрата буржоазия.

## Приемане и влияние
Първите официални документи, касаещи правата на човека, се появяват в края на 18 век. Първа е „Декларацията за независимост на САЩ“ (1776). Последвана е от „Декларация за правата на гражданите на Масачузетс“ (1780) – където за пръв път официално още в заглавието е спомената думата „права“. Тя влиза като неразделна част в Конституцията на щата Масачузетс от 1780 г.
Първият проект на френската Декларация е написан от видния военен и обществен деец маркиз дьо Лафайет по модела на американската Декларация за независимост и е представен на Учредителното събрание в първите дни след започване на работата му. Официалният документ, който категорично и недвусмислено изравнява правата на всички граждани на страната, е приет от събранието на 26 август 1789 г. В него са формулирани редица демократични и хуманистични принципи и това го превръща в теоретическо оръжие в борбата на потиснатите срещу остарелия строй.
Провъзгласяването на свободата и равенството – ставало дума само за политическо равноправие и равенство пред законите, – като естествени и неотменими права на човека било насочено основно срещу деспотизма и съсловното разделение.
Декларацията обобщава „под покровителството на Висшия разум“ обявените още от английския философ Джон Лок права, но ги поставя в рамките на определена политическа организация. Както свидетелства названието на този документ понятията „човек“ и „гражданин“ са свързани и човекът е наистина човек само в рамките на законна политическа система. Веднага след изреждането на правата Декларацията утвърждава принципа на националната независимост, която трябва да ги гарантира. Основните права са свободата на мнение и на съвест, особено религиозна, свобода на пресата, сигурността, която също е свързана със свободата, както и правото на собственост. Най-разгорещени се оказват споровете по отношение на религиозната свобода.
Приема се като необходимо тези права да бъдат „декларирани“, тоест да бъдат обобщени в писмен текст, който да добие конституционна стойност. Също така правата са представени като очевидни. Както изтъква Лафайет Декларацията „трябва да изрече онова, което всички знаят, което всички чувстват“. Но самото обстоятелство, че те се записват, че те се декларират, им придава много по-голяма тежест и авторитет. В името на тези права на човека оттогава нататък ще бъде възможно да се оценява всеки бъдещ политически режим, да „бъдат сравнени действията на законодателната и изпълнителната власт с целта на всяка политическа институция“. В този смисъл Декларацията се отнася не само до Франция, но и до целия свят.
Тази Декларация е най-висшата реализация на революция, която се възприема като изразяваща изискванията на разума и на човечността и като възнамеряваща да промени обществото от горе до долу в съгласие с тези изисквания, без да държи сметка за местните обичаи, приемани като предразсъдъци.

## Критики към правата на човека
Още веднага след появата си доктрината за правата на човека е критикувана от две привидно противоположни страни, чиито възгледи обаче в този случай се сближават.
Контрареволюционерите – като британския писател и политик Едмънд Бърк, който публикува през 1790 г. „Размисли за Френската революция“, дипломатът граф Жозеф дьо Местр, а също и писателят виконт Луи дьо Боналд – критикуват абстрактността на тези права и твърде размитите представи за тях.
От друга страна, Карл Маркс в „За еврейския въпрос“ през 1844 г. критикува доктрината за правата на човека, защото тя защитавала правата „само на членовете на буржоазното общество“, тоест на „човека егоист, на буржоата, на индивида, отделен от общността, затворен в себе си.“ Тези права според него се ограничават предимно до правото на собственост.

## Феминистки вариант
В оригиналния документ се използва френската дума „Homme“, която се отнася до „мъж“ и до „човек“. През 1789 г. текстът на тази Декларация се е отнасял само за мъжете, защото те са били икономически активното население. Но още от самото си начало документът предизвикал яростните възражения от страна на феминистките. През септември 1791 г. Олимпия дьо Гуж публикува „Декларация за правата на жената и гражданката“, в която официално разработва концепцията за равенство на половете. След приемането на Конституцията на Четвъртата френска република от 13 октомври 1946 г. правата на мъжете и жените били изравнени и революционната Декларация от 1789 г. започнала да се отнася с еднаква сила и за двата пола.